# Cunninghamhead Mansion House

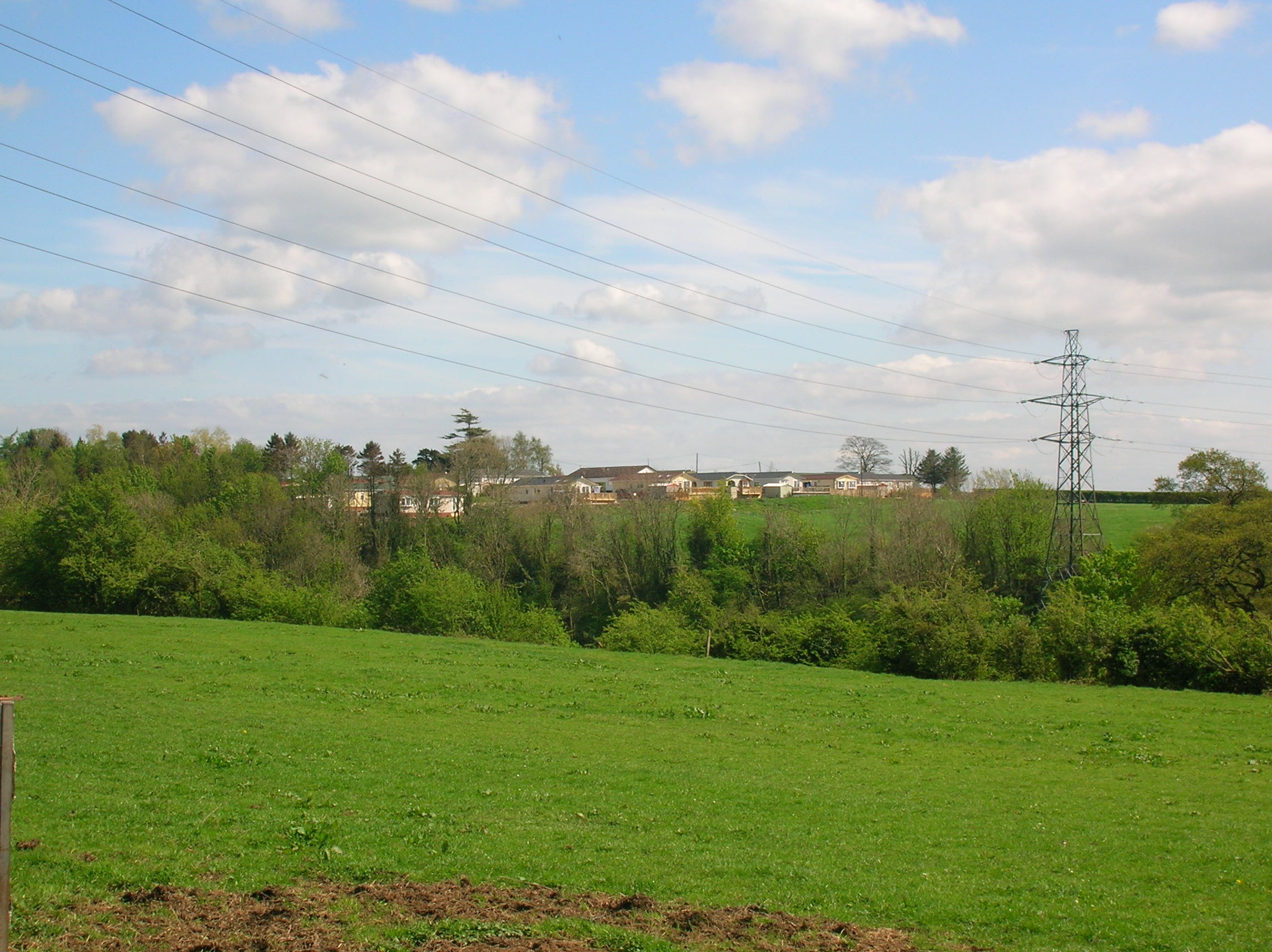
Stellplatz für Wohnmobile und Wohnbebauung auf dem Gelände des ehemaligen Cunninghamhead Mansion House

Cunninghamhead Mansion House war ein Landhaus bei Irvine in der schottischen Council Area North Ayrshire. Es wurde 1747 errichtet und Anfang der 1960er-Jahre durch einen Brand, der bei Renovierungsarbeiten ausbrach, vollständig zerstört. Die Stallungen des Hauses sind erhalten geblieben und dienen heute als privates Wohnhaus. Das ehemalige Gärtnerhaus existiert noch als Ruine. Ab 1964 wurde das Anwesen so umgestaltet, dass es als Hühnerhof genutzt werden konnte. Später wurde daraus ein Campingplatz. Um 2003 wurde dieser Campingplatz wesentlich umgestaltet, sodass er heute Reisemobil-Stellplatz für Rentner und Vorruheständler dient.

## Geschichte des Anwesens Cunninghamhead
Der frühere Name des Geländes war „Woodhead“; der Namenswechsel zu „Cunninghamhead“ fand vor 1418 statt. Eine Charta von 1346, erstellt von König David II., für Godfrey de Ross nennt diesen „of Coyninghamheid“. Anfang des 15. Jahrhunderts fiel Cunninghamhead an die Familie Cunninghame, als Robert Cunninghame die Erbin des Anwesens aus der Familie Douglas heiratete. Seit damals wurde der Familienvorstand Laird of Cunninghamhead genannt. Gordons Landkarte von 1654 zeigt „Cunningham Head“ und in Molls Landkarte von 1745 ist das Gelände als „Rungham“ vermerkt. Cunninghamhead Castle war ein Wohnturm mit quadratischem Grundriss, den Pont als „starken, alten Donjon“ bezeichnet und den John Snodgrass 1747 abreißen ließ, als das Landhaus gebaut wurde. Die ursprüngliche Bedeutung von „Donjon“ ist Mound. Das Anwesen hatte John Snodgrass Buchanan beim Kauf am 23. Januar 1728 die Summe von £ 23.309 2 d gekostet.
Zur Zeit seines Baus war Cunninghamhead Mansion House eines der elegantesten Häuser im Lande. Zu Robertsons Zeit (1823) hatte es bereits viel seiner ursprünglichen Eleganz verloren. William Aitons Landkarte von Ayrshire von 1811 zeigt das neue Landhaus und die Ruinen der Burg dahinter.
Die Familie Cunninghame hielt das Anwesen etliche Jahrhunderte lang, bevor die Familie Snodgrass es kaufte. 1823 waren die Buchanans von Craigievairn die Eigentümer; Herr Snodgrass Buchanan gehörte es 1838. Die Kerrs folgten ihm dann nach und für 1951 weisen die statistischen Aufzeichnungen eine Frau Kerr als Eigentümerin aus. Middleton gehörte zum Anwesen. Um 1564 wird der Namen mit „Cunnygahamehead“ angegeben und dem Eigentümer gehörte auch Powkellie, heute Polkelly Castle bei Stewarton.

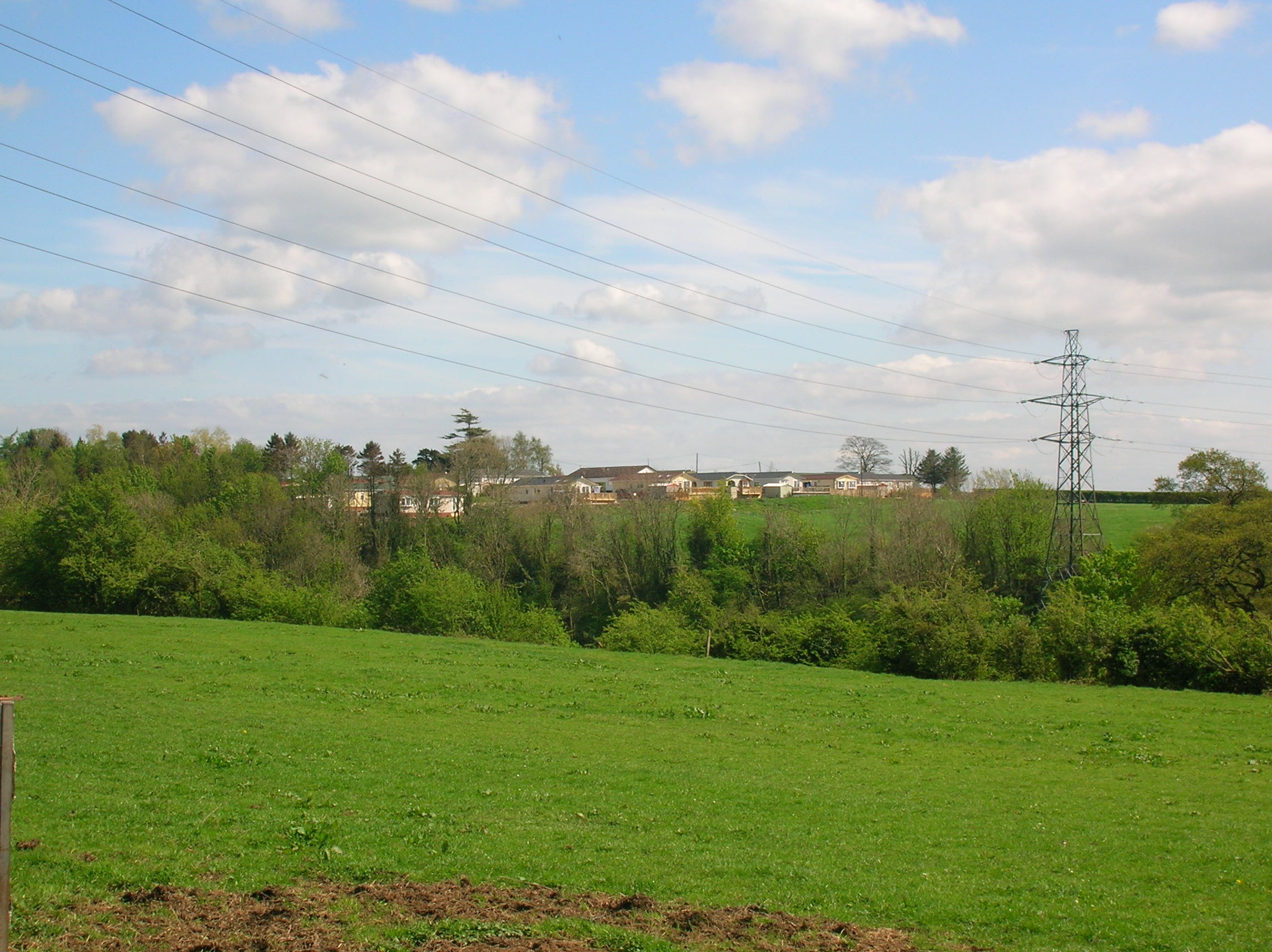
Der Wohnmobilstellplatz und die Wohnhäuser auf dem Gelände des alten Cunninghamhead Mansion House 2007

Das Cunninghamhead Moss wurde im 18. Jahrhundert als „Kinnicumheid Moss“ bezeichnet; eine Sage in Ayrshire berichtet, das der Herr von Auchenskeith bei Dalry, ein böser Zauberer, den Teufel veranlasste, eine Straße durch Kinnicumhead Moss in nur einer Nacht zu bauen. Dies führt dazu, dass die ursprüngliche Aussprache von „Cunninghame“ näher an „Kinikam“ war.

### Sir William und Sir John Cunninghame
Von den Generationen von Cunninghames, die in Cunninghamhead lebten, gelten Sir William und sein Bruder, Sir John, als die wichtigsten. Sir William war im Great Parliament von 1560 und war ein großer Unterstützer der Reformen von John Knox, der „das Ende der Armut“ in Schottland als tatsächliche Staatsreligion ansah. Sir John war Mitglied der General Assembly 1565, die „damals den Angehörigen der alten Religion so anstössig“ erschien.

### Die Hochlandschwärme

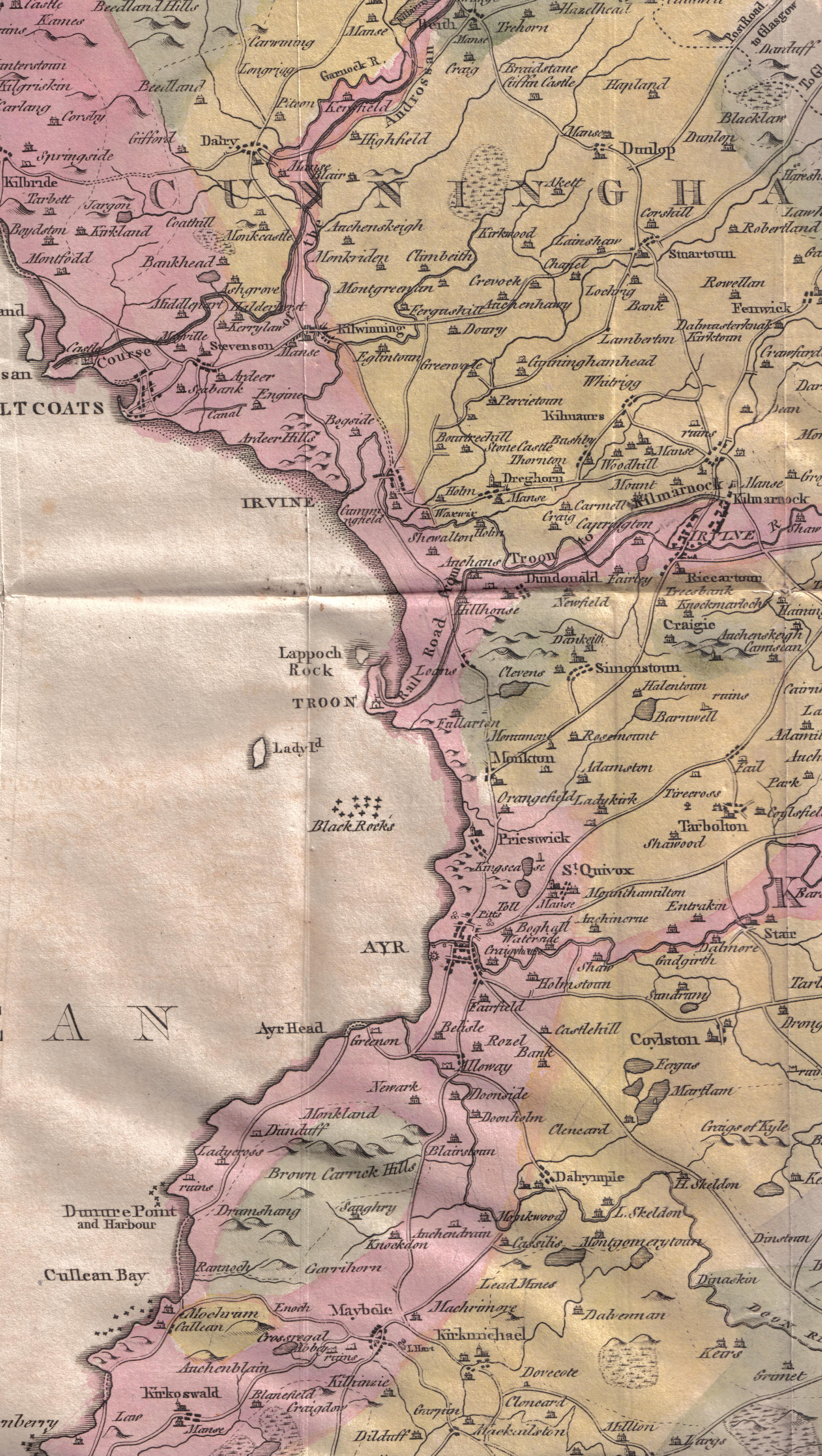
William Aitons Landkarte von 1811.

In den 1640er-Jahren war Alasdair MacColla von Marquess of Montrose geschickt worden, um die Unterstützung für die Sache der Konvenanter zu unterdrücken. Er plünderte einige Tage lang das Land von Ayrshire und forderte dann Geldstrafen. Sir William Cunninghams Strafe für Cunninghamhead war 1200 Mark, wobei bereits ein Schaden in Höhe von 10.000 £ verursacht worden war.

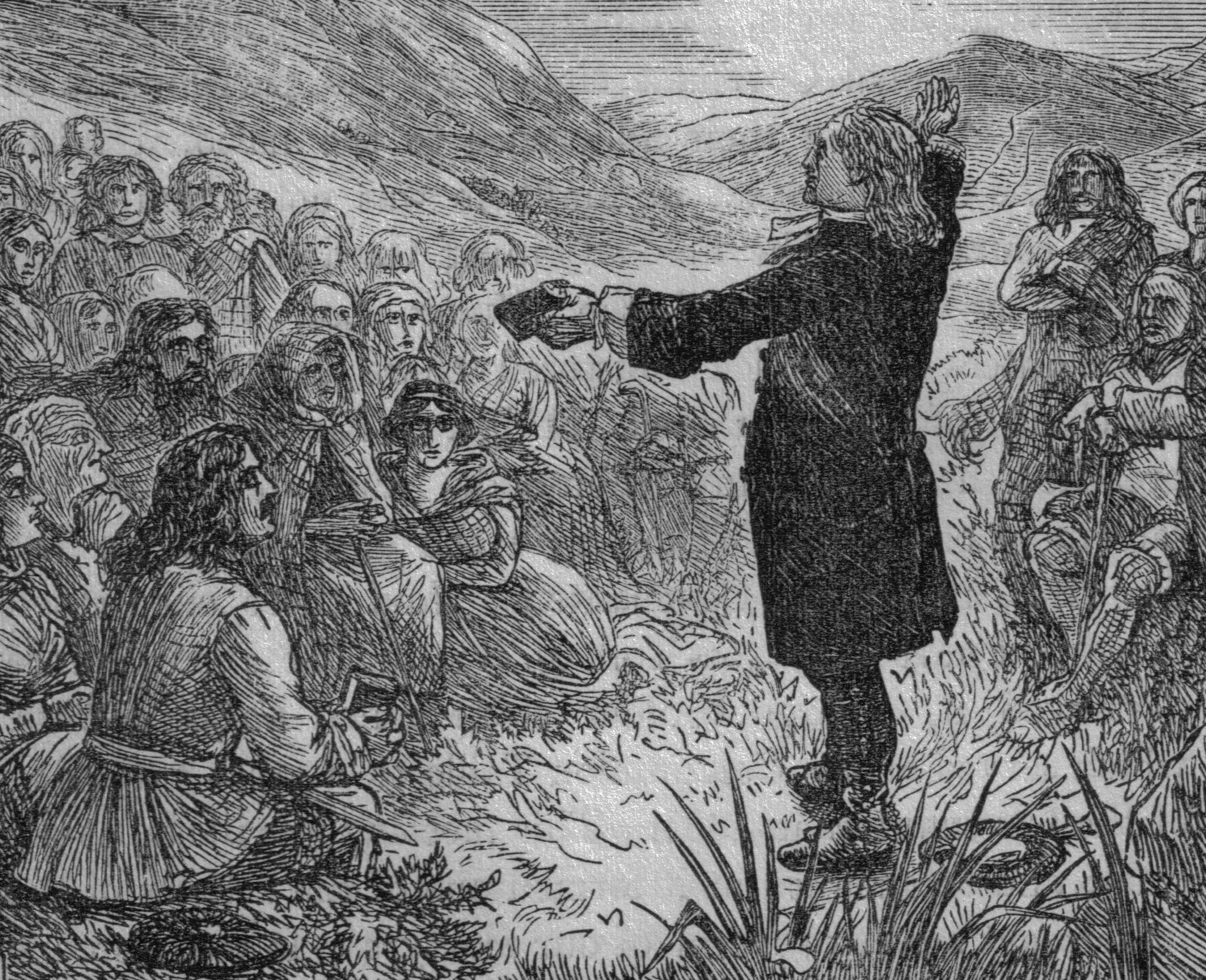
Eine Zusammenkunft der Konvenanter.

Die zweite „Hochlandschwarm“-Episode, vorwiegend bestehend aus katholischen Highlandern, kam 1678 durch die Kronverwaltung nach Ayrshire, um die Konventikel oder öffentlichen Versammlungen der Presbyterianer zu verhindern. In Cunninghamhead, das damals William Cunninghame gehörte, lebten die Highlander einen Monat lang von der Hand in den Mund: Was sie nicht essen konnten, zerstörten sie, sie nutzten Feuer, um verschlossene Räume zu öffnen und der Unteroffizier der Truppe bedrohte einen Bauern, bei dem er Quartier gemacht hatte, dass er ihn, wenn er ihm nicht sein Geld übergeben würde, in der eigenen Scheune erhängen würde.
Robertson gibt an, dass „sie freie Quartiere nahmen; sie raubten die Leute auf offener Straße aus; sie schlugen die nieder, die sich beschwerten und verwundeten sie; sie stahlen das Vieh und brachten es mutwillig um; sie brannten die Leute mit Feuer, um sie zu zwingen, zu verraten, wo sie ihr Geld versteckt hatten; sie drohten, Häuser niederzubrennen, wenn ihre Forderungen nicht sofort befriedigt wurden; neben der freien Kost und Logie verlangten sie jeden Tag Geld; sie zwangen sogar arme Familien, ihnen jeden Tag Brandy und Tabak zu kaufen; sie schnitten und verwundeten Leute aus reiner Teufelei.“ In den Gemeinden Dreghorn und Pearceton allein beliefen sich die Kosten für all dies auf £ 1.505 17 s.

### Die Cuninghames von Towerland
Am 19. Dezember 1600 wurde William Cuninghame aus Towerlands (bei Bourtreehill) wegen Hochverrats der Prozess gemacht; sein Bruder, Alexander, hätte zusammen mit einer Gruppe gedungener Soldaten „sich im März 1600 mit Gewalt des Hauses von Cunninghamhead bemächtigt“. Der König hatte einen schriftlichen Befehl an sie herausgegeben, dass sie das Anwesen verlassen sollten, aber sie richteten die Waffen gegen die Kommissare des Königs und feuerten Arkebusen auf sie ab. Cunninghame wurde für schuldig befunden, seinen Bruder unterstützt zu haben, und dazu verurteilt, am Marktkreuz von Edinburgh geköpft zu werden. Alle seine Ländereien und Besitzungen wurden ihm gleichzeitig aberkannt.

### Residenz der Familie Snodgrass
John Snodgrass erwarb das Anwesen 1728, ließ 1747 den alten Wohnturm abreißen und das Landhaus errichten. Neil Snodgrass ließ die Stallungen bauen und das Landhaus erweitern oder umbauen. Neil Snodgrass sollte 1755 Jura studieren, aber seine Sehfähigkeit wurde durch die Pocken stark geschädigt und er musste aufs Land zurückkehren und sich ländlichen Beschäftigungen widmen. Er wurde ein guter Freund von Alexander, Earl of Eglinton, und schloss sich ihm in seinen Bemühungen an, die Methoden der Landwirtschaft zu verbessern, wie z. B. die Fruchtfolge und das Brachjahr. 1773 heiratete er Marian, die Tochter von James McNeil Esq. aus Kilmirie. Sie hatten miteinander sechs Kinder.

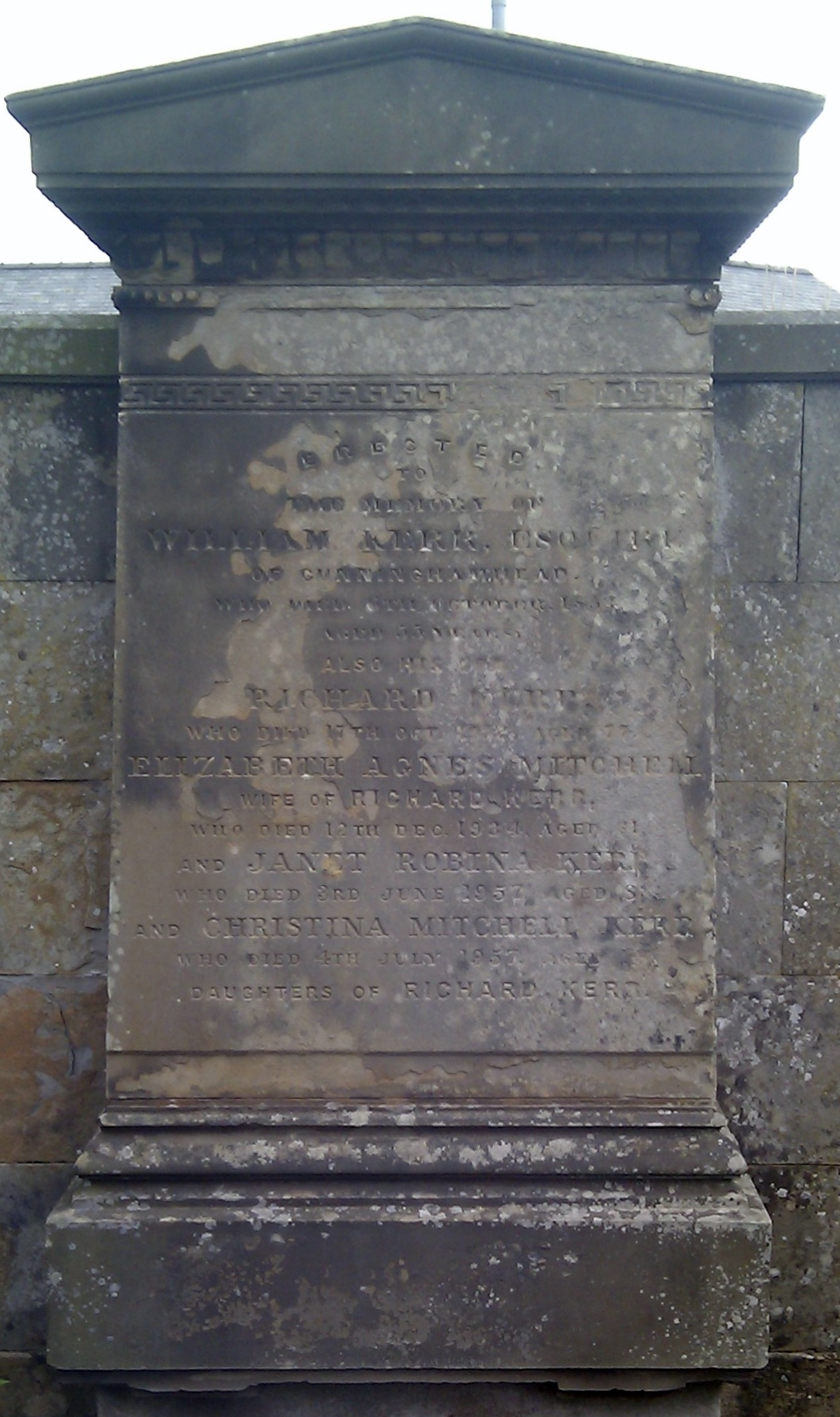
Erinnerungstafel an die Familie Kerr an der Pfarrkirche von Dreghorn und Springside

Aiton beglückwünschte Mr. Snowgrass (eigentlich Snodgrass) 1811 zu seinem Eifer in der Verfolgung landwirtschaftlicher Verbesserungen, mit dem er dem Beispiel der Earls of Eglinton und Loudoun, sowie anderen, folgte. Das Wappen der Familie Snodgrass war eine Justizia mit einer Waage, ihr Motto: „Discite Justinian“. Die Ländereien von Cunninghamhead wurden 1640 auf einen Wert von 330 £ geschätzt. William Kerr Esq. von Cunninghamhead wurde in dem Friedhof der Pfarrkirche von Dreghorn begraben.
Mr und Miss Buchanan von Cunninghamhead nahmen 1839 am berühmten Eglinton Tournament (Wiederaufführung eines mittelalterlichen Tjost) im heutigen Eglinton Country Park teil. Ihnen wurde ein Sitz im Grand Stand zugeteilt.

### Die Familie Kerr
Hugh Kerr von der Gatend Farm bei Barrmill starb am 9. August 1818 und seine Gattin starb am 19. August desselben Jahres. Drei der Söhne von Hugh emigrierten nach Amerika und wurden sehr reich. William Kerr kaufte Cunninghamhead und residierte dort in seinem Ruhestand bis zu seinem Tod 1853. Ihm folgte sein einziger Nachkomme, Richard, nach.

## Das Anwesen Cunninghamhead heute

### Cunninghamhead Mansion House
Das verfallene Landhaus kaufte ein Bauträger nach dem Tod der Kerr-Schwestern. Die Renovierung des Hauses war fast vollendet, als Vandalen dort einbrachen und es anzündeten. Der Brand ereignete sich Anfang der 1960er-Jahre und das Haus wurde zu schwer beschädigt, als dass es wieder restauriert hätte werden können. Es wurde abgerissen.

### Stellplatz für Wohnmobile und Campingplatz
In den 1960er-Jahren wurde das Anwesen deutlich abgewirtschaftet; die Zugangsstraße war nicht einmal mehr zu Fuß zu benutzen. Ab 1964 führte man Arbeiten durch, zunächst, um das Anwesen als Hühnerhof zu nutzen, und später als Stellplatz für Wohnmobile und Campingplatz. Ab 2003 wurden wesentliche Umgestaltungen des Stellplatzes für Wohnmobile und des Campingplatzes ausgeführt, sodass sich jetzt ein Wohnmobilstellplatz ausschließlich für Rentner und Vorruheständler ergab.

### Wigwam Bar
In den 1980er-Jahren wurde auf dem Anwesen Cunninghamhead ein großes Gebäude für die Wigwam Bar errichtet. Die Bar diente dem Wohnmobilstellplatz und hatte verschiedene Einrichtungen für die jungen Bauern vor Ort. Um die Jahrtausendwende wurde das Bargebäude in zwei Ferienwohnungen umgewandelt.

### Cottage Orné
Ein ungewöhnliches Gebäude eines gewissen Alters steht als große Ruine in der Aue am Südufer des Flusses Annick Water. Eine Straße durch den Wald verbindet die Ruine mit den Stallungen und dem Standort des ehemaligen Landhauses. Die Überreste dieses Gebäudes bestehen aus ziemlich großen Flusssteinen und stark bearbeiteten und behauenen Sandstein-Werksteinblöcken. Die Ruine hat eine große Tür mit Fenster zur Aue hin, während die Mauer zum Fluss hin größtenteils zusammengebrochen ist; in ihr könnten zwei große Fenster gewesen sein. Die Tür wurde sorgsam zugemauert und das Fenster zur Aue hin könnte in einen Eingang umgewandelt worden sein.
Die relativ geringe Größe der Anlage könnte Hinweis auf eine soziale Verwendung, z. B. als Sommerhaus oder Cottage Orné, aus der Frühzeit des Anwesens, um 1747, sein. Der letzte Bewohner des Gebäudes war ein Mackay, der Dichter oder Schriftsteller war. Charles Mackay war ab 1844 vier Jahre lang Herausgeber des Glasgow Argus; er kehrte dann nach London zurück und schloss sich den Illustrated London News an. Ein weiterer, unbekannterer Charles Mackay, ein Schauspieler und Schriftsteller, gehörte ins frühe 18. Jahrhundert.

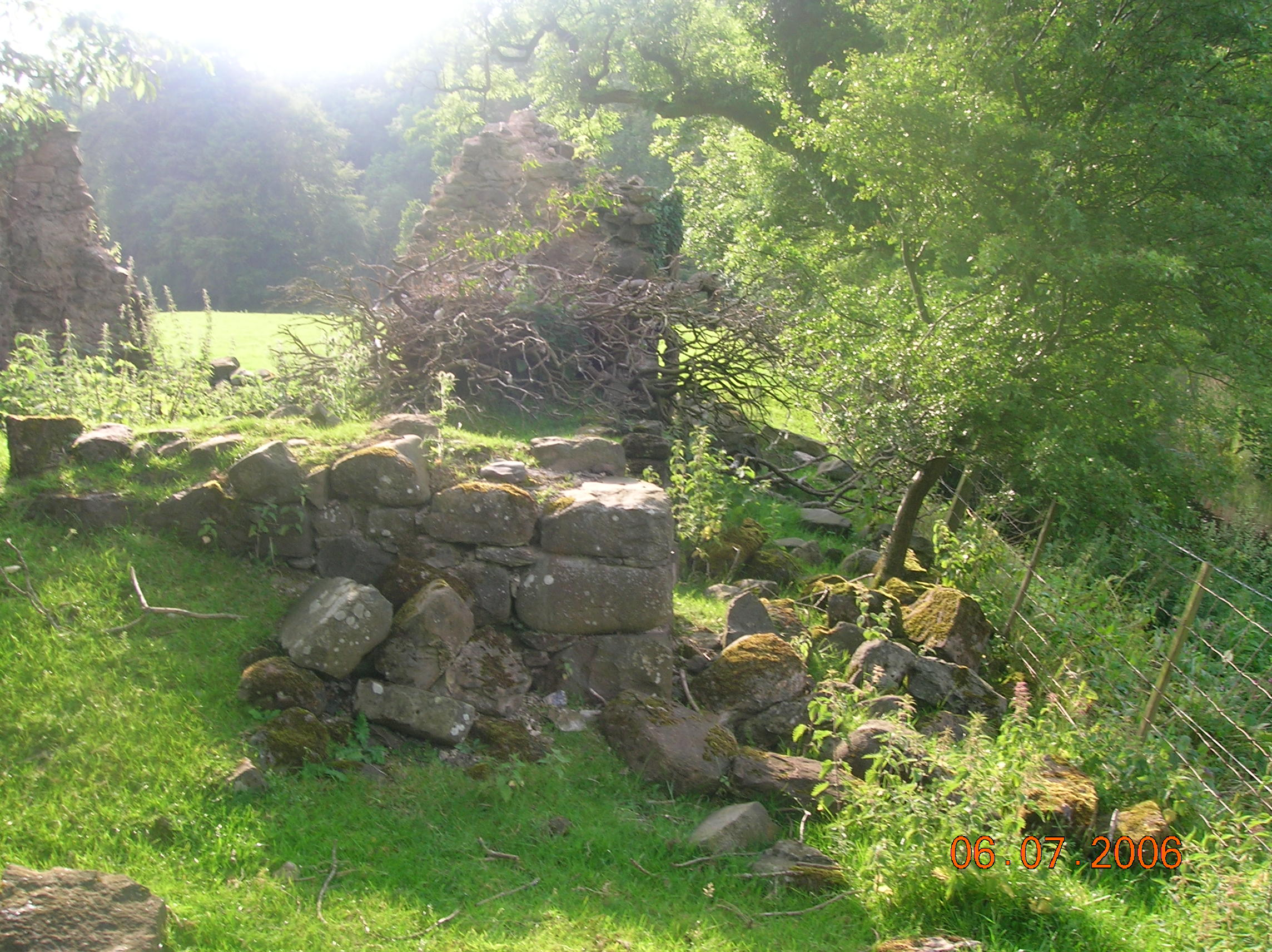
Die mögliche Cottage Orné am Annick Water: Flusssteine, die zu ihrem Bau verwendet wurden.

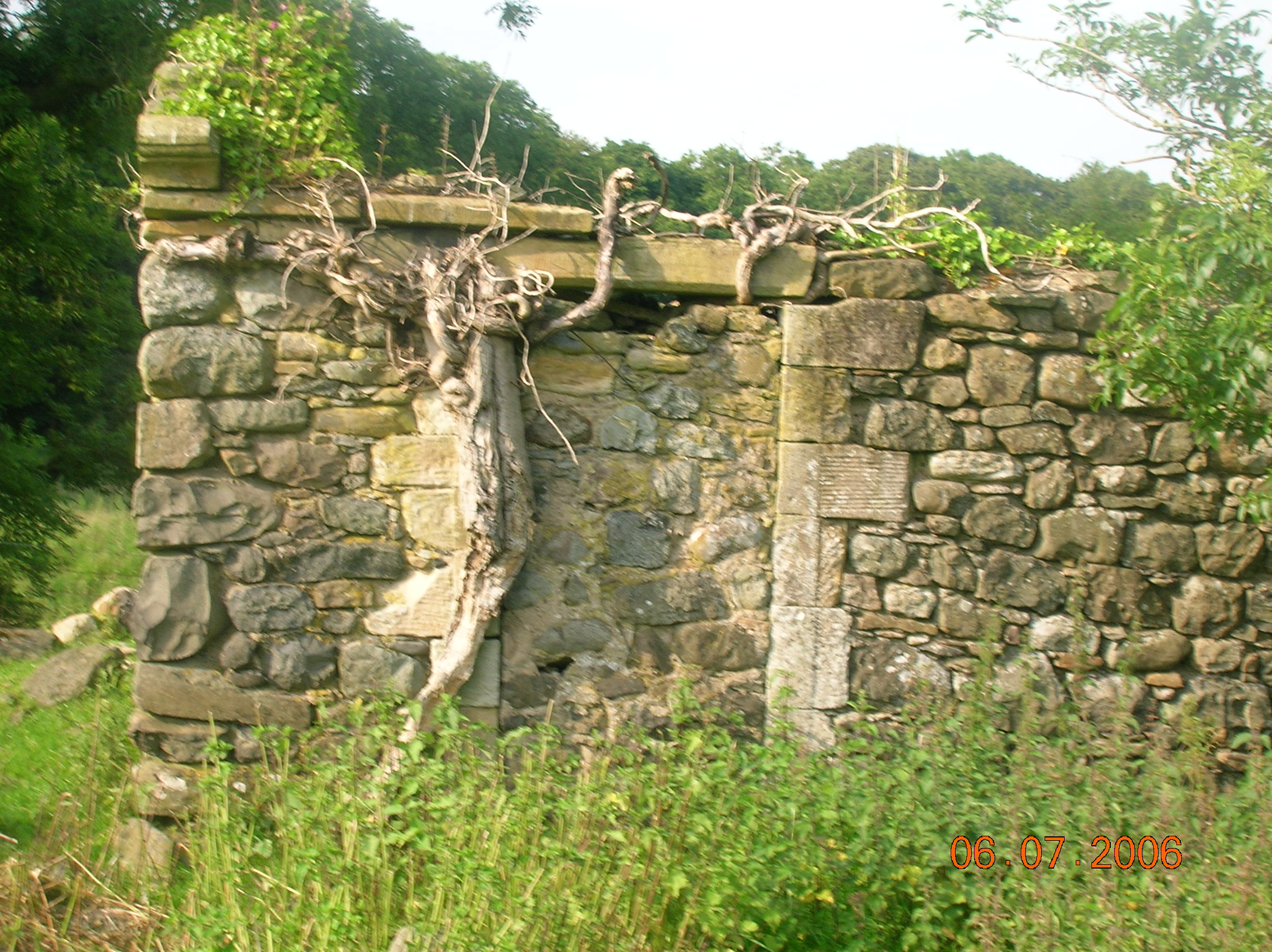
Die mögliche Cottage Orné am Annick Water: Hohe Qualität der verwendeten Werksteine.

Aiton liefert die folgende Beschreibung eines Gebäudes auf dem Eglinton-Anwesen, das den Bau dieses möglichen Sommerhauses inspiriert haben könnte: „In der Nähe des Gartens, in einer entlegenen Ecke, mehr als halb vom Fluss umschlossen, wurde nach den Vorstellungen von Lady Montgomery, die mit feinem Geschmack eine Kombination von Anmut und Einfachheit ersonnen hat, ein mehr als hübscher Bauernhaus erbaut und ausgestattet. Diese liebenswürdige Dame verbringt gelegentlich einen Teil ihrer Freizeit mit diesem wunderbaren Bauernhaus: mit dem Betrachten der Schönheit, der Bewunderung der natürlichen Abläufe im Blattwerk, dem Erblühen der Blumen, Reifen der Früchte; mit anderen vernünftigen Unterhaltungen, die ihr erhobener Geist zu genießen imstande ist.“ Lady Jane Hamilton, die Tante des Earls, ließ Lady Jane's Cottage am Ufer des Lugton Water erbauen oder ausbauen. Sie nutzte dieses Gebäude, um Bauernmädchen Hauswirtschaft zu lehren. Dies mag die spätere Nutzung von Lady Jane's Cottage gewesen sein.

### Gärtnerhaus
Das Gärtnerhaus liegt am Ende der Straße zum Fluss. Das Gebäude war von beträchtlicher Größe und wurde wenigsten einmal in seiner Geschichte erweitert. Nach fortgesetztem Vandalismus wurde es in den 1980er-Jahren abgerissen.

### Stallungen

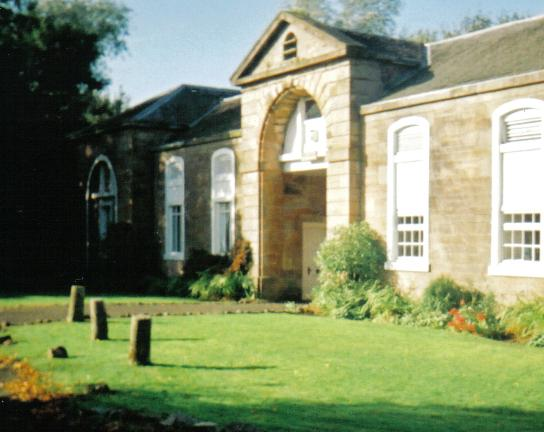
Die alten Stallungen mit den Stümpfen der Staddle Stones.

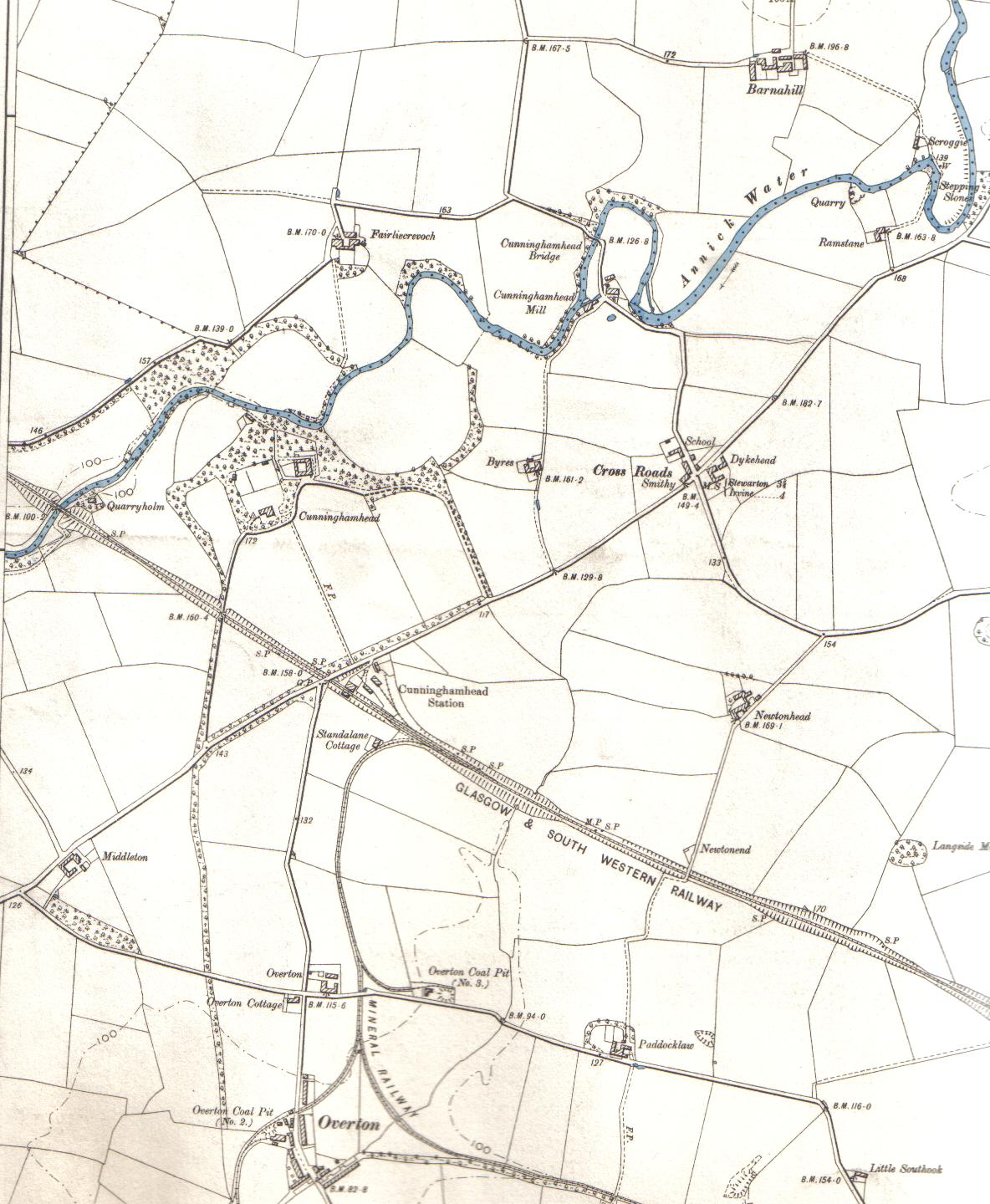
Eine Landkarte der Gegend von 1897.

Die Hauptstallungen, die einst auch die Büros der Verwaltung des Anwesens enthielten, haben eine eindrucksvolle Hauptfassade, die von 1820 stammt; der Rest der Stallungen wurde wohl in den 1740er-Jahren errichtet. Eine Reihe kleiner Arbeiterhäuser lagen unten im Hof, was man heute noch an den zugemauerten Türen erkennen kann. Vor den Stallungen befinden sich drei kleine Säulen, die Reiter nutzen konnten, um auf ihre Pferde zu steigen. Diese Aufstiegshilfen wurden von einem früheren Eigentümer des Cunninghamhead Mansion House angebracht und sind nicht original.
Ein kleines Taubenhaus befand sich über dem Eingangsbogen, bis es vom heutigen Besitzer entfernt wurde. Dies war ein Detail vieler Anwesen, da das Recht, solch ein Taubenhaus zu errichten, ursprünglich auf die Großgrundbesitzer beschränkt war. Erst später war es kleineren, freien Bauern erlaubt, sie ebenfalls zu bauen. Noch später konnten Pächter manchmal die Erlaubnis ihrer Pachtgeber erlangen, Taubenhäuser zur Gewinnung von Fleisch oder andere Ausschmückungen an ihren Anwesen zu errichten.
Die Stallungen wurden ab 2008 zum Kauf angeboten und Mitte 2015 verkauft. Umfassende Umbaupläne wurden vom neuen Eigner eingereicht.

### Weitere Ruinen auf dem Anwesen
Ruinen weiterer Nebengebäude, zum Beispiel des Gärtnerhauses (siehe oben), findet man in den Wäldern auf der linken Seite des Weges zum Annick Water. Quarry Holm neben der alten Eisenbahnstrecke zwischen dem Anwesen und der Annick Lodge beherbergt Fundamente einiger alter Bauten, vermutlich Industriebauten, die anderweitig genutzt wurden, bevor sie aufgegeben wurden. Die Eisenbahnstrecke von 1843 trennt dieses Gelände von dem der Annick Lodge.

## Naturgeschichte des Anwesens
Teile des Laubwaldes nördlich des Annick Water auf dem Gelände des ehemaligen Landhauses weisen eine reiche Biodiversität auf, was darauf hinweist, dass sie seit langer Zeit existieren und nicht nur Pflanzungen auf kürzlich entstandenem Brachland sind. Diese lichten Wälder enthalten Pflanzen wie z. B. den echten Wurmfarn, den Frauenfarn, den Knoten-Beinwell, das Tussock, das Hasenglöckchen, das Wald-Bingelkraut, das gegenständige Milzkraut, die Hainsimse, den Sanikel, Hexenkräuter und den Sauerklee. Odermennige sind eine weitere unübliche Species, die in den Auen an den Ufern des Annick Water wächst, zusammen mit wilder Minze knapp flussaufwärts von der alten Eisenbahnbrücke.